# Bohdaneč
Obec Bohdaneč (německy Bochdanetsch) se nachází v okrese Kutná Hora ve Středočeském kraji, zhruba 20 km jižně od Kutné Hory a 9 km severovýchodně od Zruče nad Sázavou. Žije zde 443 obyvatel. Součástí obce jsou i vesnice Dvorecko, Kotoučov, Prostřední Ves, Řeplice a Šlechtín. Obcí protéká Ostrovský potok, který je pravostranným přítokem řeky Sázavy.

## Historie
První písemná zmínka o obci pochází z roku 1233, kdy řád Německých rytířů daroval ves klášteru želivskému. První tvrz podle Augusta Sedláčka „povstala“ ve 14. století, mezi majiteli se připomíná Ropert, předek pána z Hodkova. Bohuslav a Heřman Otrybec z Hodkova získali Bohdaneč s již stojící tvrzí kolem roku 1440, Heřman roku 1454 zemřel. Po něm se na Bohdanči připomíná roku 1510 další Heřman, který se také píše Bohdanecký z Hodkova. Kuneš Bohdanecký na Suchdole obec povýšil na městečko. Byl poslední z tohoto rodu, roku 1525 Bohdaneč prodal a koupil Žleby. V době bělohorské byli majiteli Trčkové z Lípy.

### Územněsprávní začlenění
Dějiny územněsprávního začleňování zahrnují období od roku 1850 do současnosti. V chronologickém přehledu je uvedena územně administrativní příslušnost obce v roce, kdy ke změně došlo:
- 1850 země česká, kraj Pardubice, politický i soudní okres Ledeč[6]
- 1855 země česká, kraj Čáslav, soudní okres Ledeč
- 1868 země česká, politický i soudní okres Ledeč
- 1939 země česká, Oberlandrat Německý Brod, politický i soudní okres Ledeč nad Sázavou[7]
- 1942 země česká, Oberlandrat České Budějovice, politický i soudní okres Ledeč nad Sázavou[8]
- 1945 země česká, správní i soudní okres Ledeč nad Sázavou[9]
- 1949 Jihlavský kraj, okres Ledeč nad Sázavou[10]
- 1960 Středočeský kraj, okres Kutná Hora
- 2003 Středočeský kraj, obec s rozšířenou působností Kutná Hora

### Rok 1932
V obci Bohdaneč u Zbraslavic (730 obyvatel, poštovní úřad, telegrafní úřad, telefonní úřad, katol. kostel, četnická stanice) byly v roce 1932 evidovány tyto živnosti a obchody: holič, 2 hostince, kolář, kovář, krejčí, lom, 2 mlýny, 3 pekaři, pila, 4 řezníci, 5 obchodů se smíšeným zbožím, spořitelní a záložní spolek v Bohdanči, trafika.

## Pamětihodnosti
- Kostel Zvěstování Panny Marie
- Barokní fara
- Trojboká výklenková kaplička na severním okraji obce

## Doprava
Dopravní síť
- Pozemní komunikace – Obcí prochází silnice II/339 Čáslav – Červené Janovice –  Bohdaneč – Ledeč nad Sázavou.

- Železnice – Železniční trať ani stanice na území obce nejsou.

Veřejná doprava 2011
- Autobusová doprava – Z obce vedly příměstské autobusové linky do těchto cílů: Čáslav, Ledeč nad Sázavou, Zbraslavice, Zruč nad Sázavou (dopravce Veolia Transport Východní Čechy, a. s.).

## Galerie

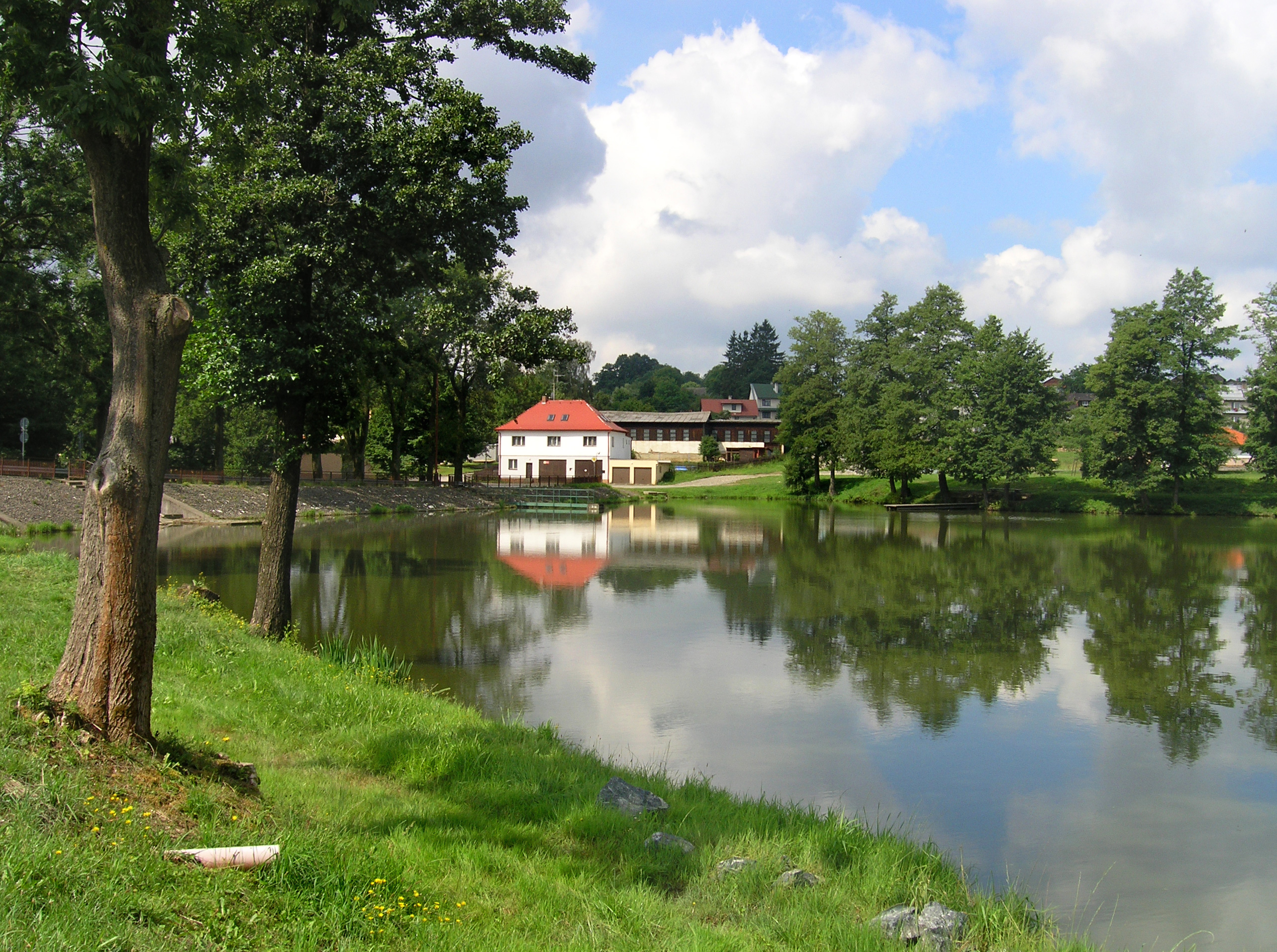
Pilský rybník
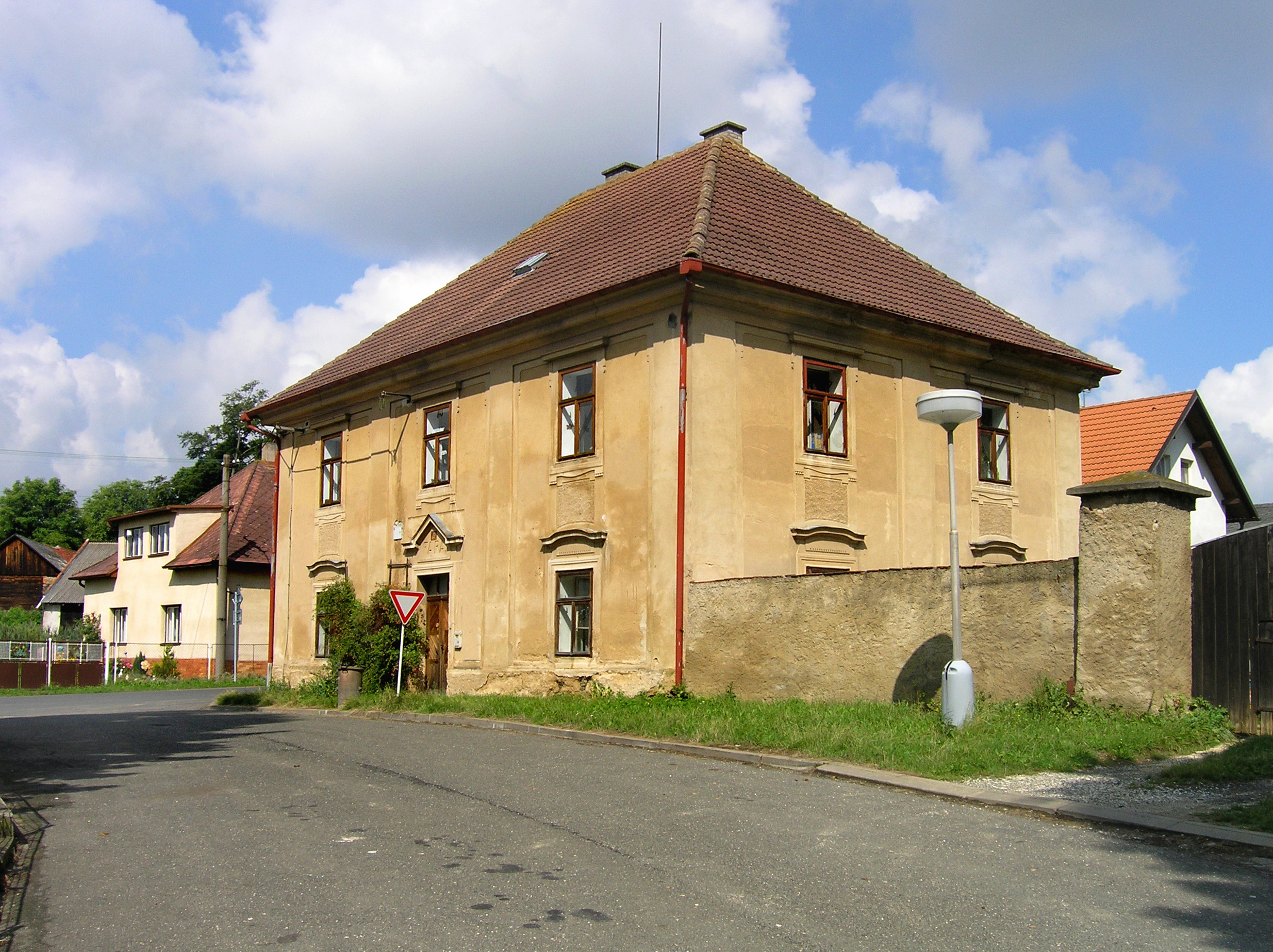
Fara
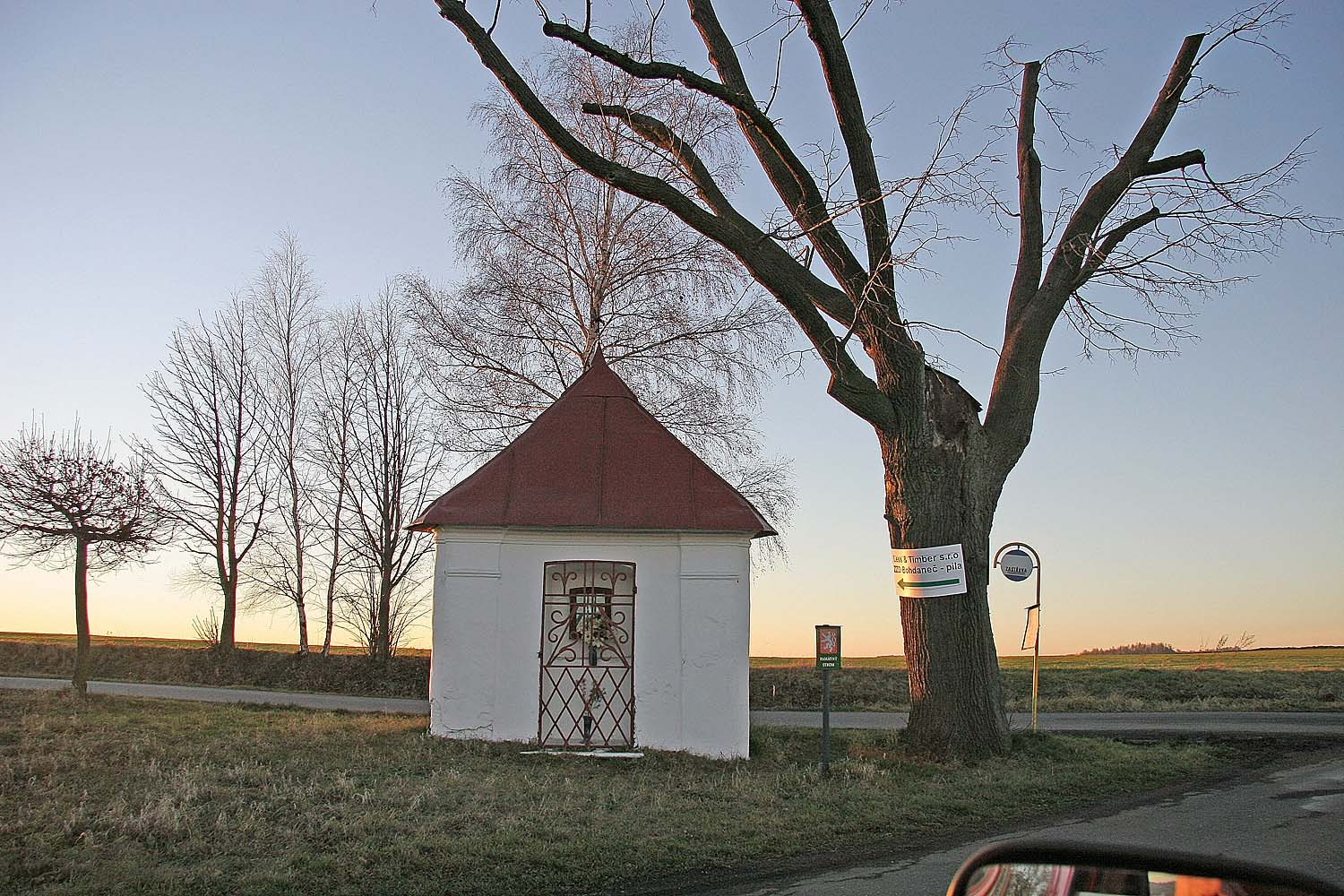
Trojboká výklenková kaple
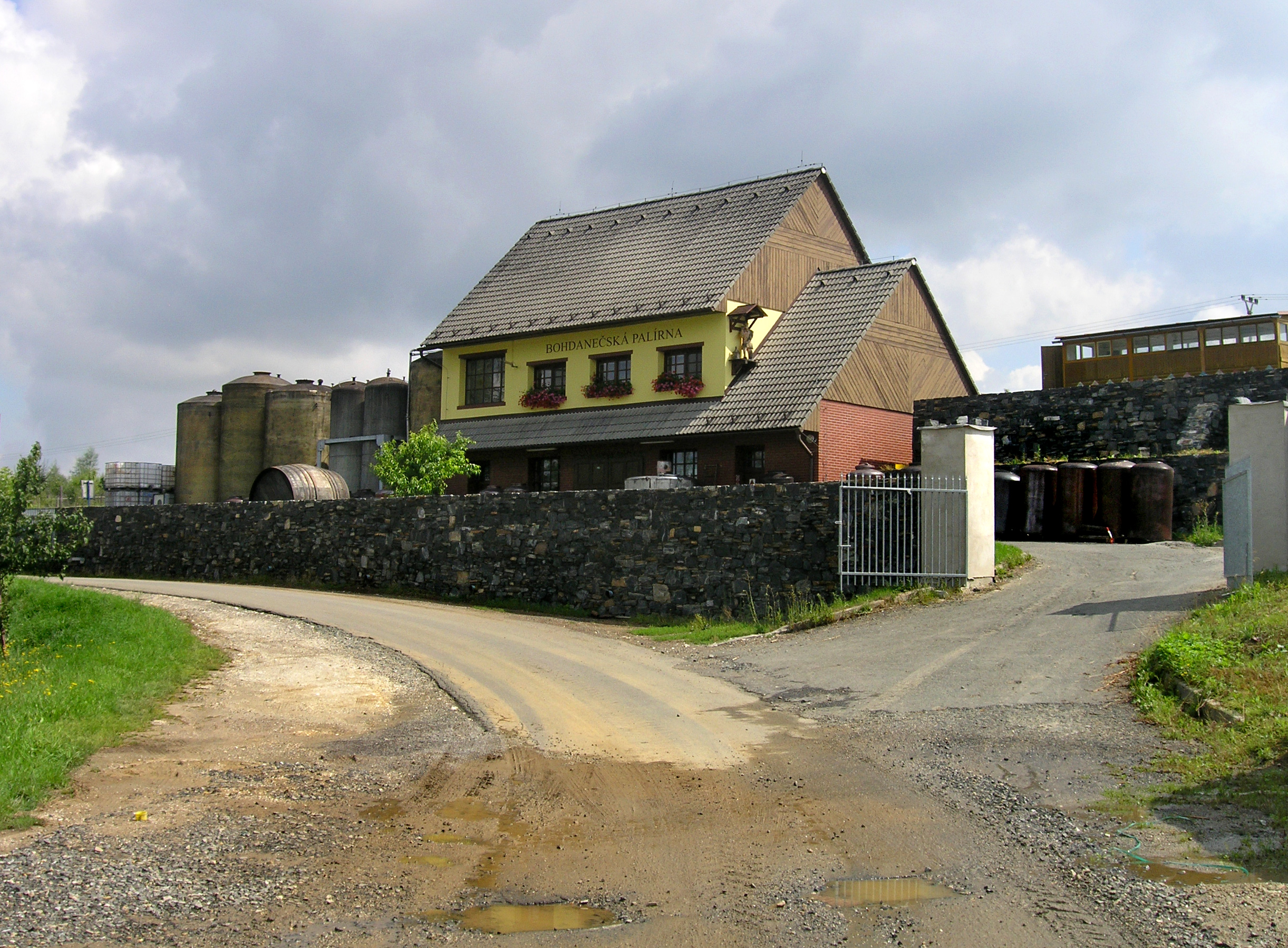
Palírna
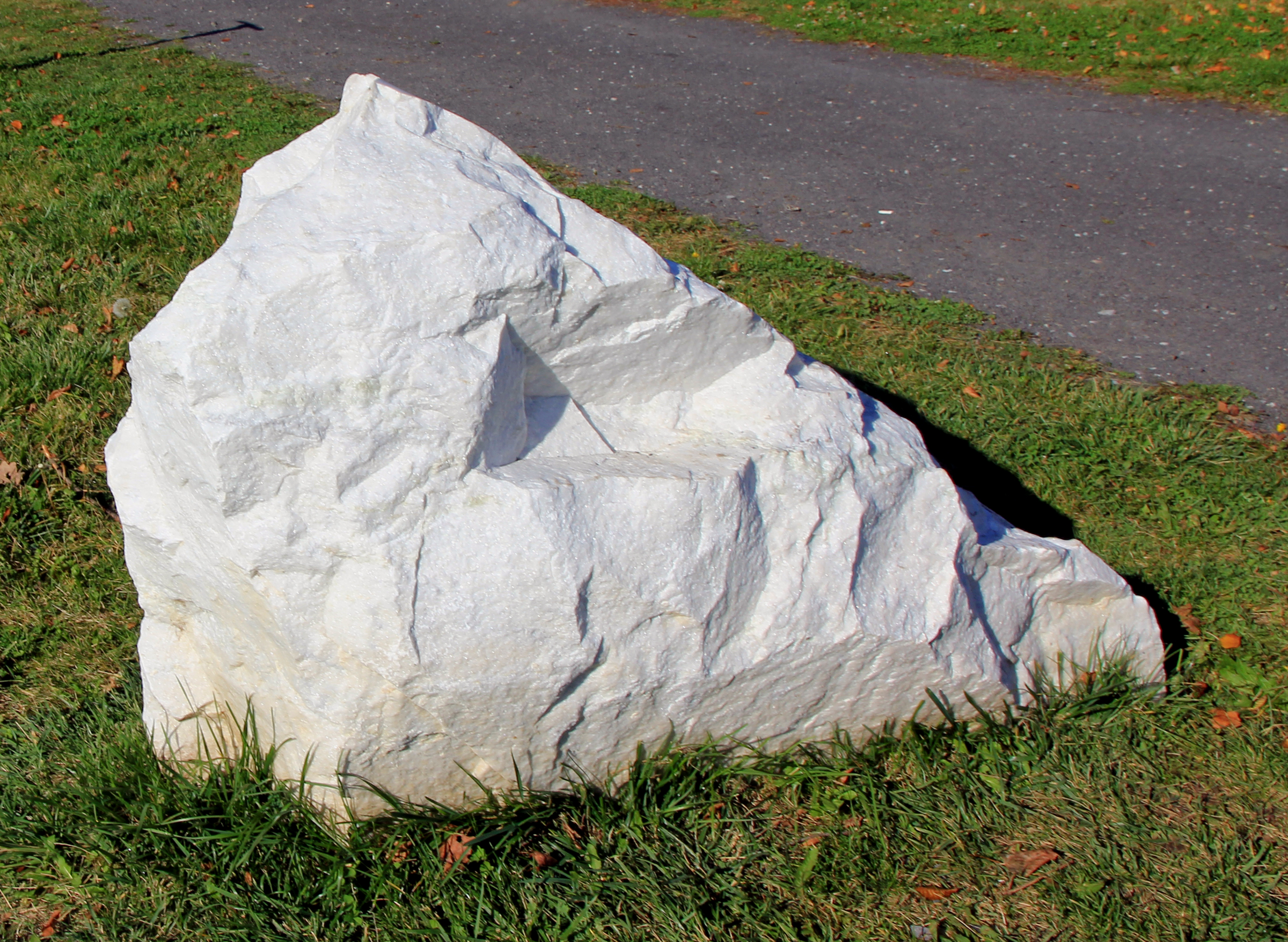
Mramor z těžený v místním lomu
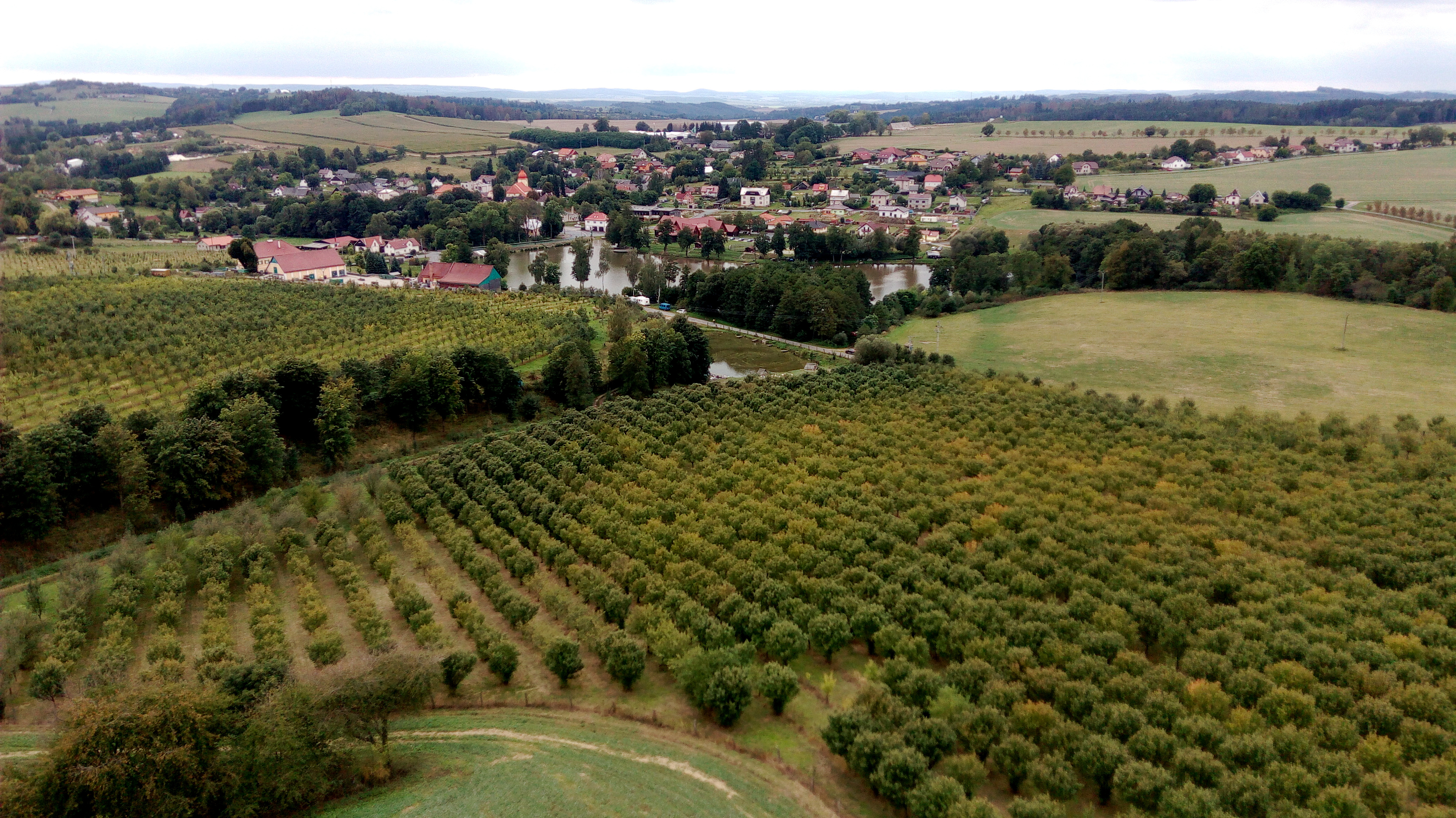
Pohled na ves z rozhledny Bohdanka